# Ratusz w Krasnymstawie
Ratusz w Krasnymstawie – ratusz pochodzący z dwudziestolecia międzywojennego. Pierwotny średniowieczny ratusz znajdował się na rynku, który obecnie nosi nazwę 3 maja. Spłonął on w czasie wielkiego pożaru miasta jaki miał miejsce w 1811 roku. 

## Wygląd
Ratusz jest budowlą średniej wielkości. Posiada jedno piętro, dosyć wysoki dach i niewielką wieżę zegarową z balkonem. Jest typowym przykładem budownictwa ratuszowego w Polsce.